# Kristian Heinilä
Tom Kristian Kalervo  Heinilä (Helsinki, 24 de febrero de 1976) es un deportista finlandés que compitió en vela en la clase 470.
Ganó una medalla de oro en el Campeonato Mundial de 470 de 1997 y una medalla de bronce en el Campeonato Europeo de 470 de 1997.

## Palmarés internacional
| \| Campeonato Mundial \| Campeonato Mundial \| Campeonato Mundial \| Campeonato Mundial \| \| Año \| Lugar \| Medalla \| Clase \| \| ------------------ \| -------------------- \| ------------------ \| ------------------ \| \| 1997 \| Tel Aviv (Israel) \| Medalla de oro \| 470 \| \| Campeonato Europeo \| \| \| \| \| Año \| Lugar \| Medalla \| Clase \| \| 1997 \| Nieuwpoort (Bélgica) \| Medalla de bronce \| 470 \| |                      |                   |       |
| Campeonato Mundial |                      |                   |       |
| Año | Lugar                | Medalla           | Clase |
| 1997 | Tel Aviv (Israel)    | Medalla de oro    | 470   |
| Campeonato Europeo |                      |                   |       |
| Año | Lugar                | Medalla           | Clase |
| 1997 | Nieuwpoort (Bélgica) | Medalla de bronce | 470   |